# Stadio Brianteo
Das Stadio Brianteo (durch Sponsorenvertrag offiziell U-Power Stadium) ist das städtische Fußballstadion der norditalienischen Stadt Monza in der Provinz Monza und Brianza der Region Lombardei. Der Fußballverein AC Monza hat hier seine sportliche Heimat. Die Arena liegt nur vier km südöstlich von der Formel-1-Rennstrecke Autodromo Nazionale Monza entfernt. Es bietet heute 16.917 Plätze.

## Geschichte
Weil das Stadio Gino Alfonso Sada veraltet und zu klein war; beschloss die Stadt den Neubau eines Stadions. Es gab lange Diskussionen über die Form der Anlage, ob die Sportstätte eine Leichtathletikanlage bekommt oder nicht. So wurde während des Baus die vorgesehene Leichtathletikbahn wieder entfernt. Das Stadion wurde am 28. August 1988 mit dem Spiel der Coppa Italia 1988/89 zwischen der AC Monza Brianza und der AS Rom eröffnet. Monza besiegte den AS Rom mit 2:1.
Das Stadion bot 18.568 Zuschauern Sitzplätze (davon 8.327 überdacht). Allein die Haupttribüne besitzt ein Dach und hat ca. 5.000 Plätze. Die Überdachung ist an den beiden massiven und hochaufragenden Flutlichttürmen aufgehängt. Die doppelstöckige Gegentribüne bietet fast 8.000 Sitzplätze und die Hintertortribünen kommen jede auf knapp 3.000 Plätze. Die Pressetribüne ist mit 70 Plätzen ausgestattet; die vor kurzem genauso renoviert wurde wie die Umkleidekabinen. Des Weiteren wurde in der Haupttribüne eine Bar eröffnet.
Seit September 2020 trägt die Anlage den Sponsorennamen U-Power Stadium, nach dem Schuh- und Arbeitsbekleidungshersteller U-Power.
Nach dem Aufstieg des AC Monza in die Serie B 2020/21 begann der Club mit den Planungen zur Renovierung für die Serie A. Anfang August 2022 gab der Verein den Abschluss der Arbeiten am Stadion bekannt. Nach dem erstmaligen Aufstieg in die Serie A wurden die Bauten rechtzeitig zum Saisonbeginn am 13. August gegen den FC Turin beendet. Die Arbeiten umfassten u. a. die Renovierung und Wiedereröffnung der seit 20 Jahren geschlossenen Osttribüne. In nur 50 Tagen wurde der Zuschauerrang umgebaut. Die Flutlichtanlage bietet, gemäß den Vorgaben der Serie A. nun 1650 Lux Beleuchtungsstärke. Vor den Umbauten durften aus Sicherheitsgründen nur 10.000 Zuschauer in das U-Power Stadium. Der Club möchte im Stadion 16.000 Sitzplätze bieten können. Wenn der AC Monza nicht wieder absteigt und in der Liga bleibt, soll langfristig ein neues Stadion gebaut werden. Als Vorbild sieht der Club das Bluenergy Stadium in Udine.

## Sonstiges
Die Sportstätte wird von Zeit zu Zeit auch für Rugby-Spiele genutzt. So trafen z. B. die Italienische Rugby-Union-Nationalmannschaft und die Fidschianische Rugby-Union-Nationalmannschaft am 26. November 2005 zu einem Testspiel aufeinander. Am 19. Mai 2007 fand das Finale der italienischen Rugby-Meisterschaft Super 10 zwischen Benetton Rugby Treviso und Rugby Viadana (28:24) statt.
Neben den Sportveranstaltungen finden auch Konzerte im Stadion statt. 2009 fand zum dritten Mal nach 2000 und 2002 das Musikfestival Gods of Metal im Stadion von Monza statt.